# Obiect potențial periculos

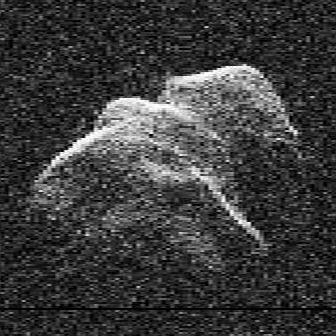
Asteroidul 4179 Toutatis

Un obiect potențial periculos (abreviat PHO pentru Potentially Hazardous Object, în engleză) este, în astronomie, un obiect din apropierea Pământului cu o talie suficient de importantă și o traiectorie trecând suficient de aproape de Terra pentru a reprezenta o amenințare de coliziune. 

## Tipuri
Aceste obiecte sunt de două tipuri:
- « asteroizii potențial periculoși » (PHA) ;
- « cometele potențial periculoase » (PHC).

Un obiect spațial este considerat ca fiind un PHO dacă distanța sa minimă de orbita terestră (MOID) este inferioară a 0,05 u.a., adică a 7.480.000 km de Pământ și dacă diametrul său este de cel puțin 150 de metri. 
În octombrie 2008, Near Earth Object Program al NASA recenza 982 PHA și 65 PHC. În 2012, ea a recenzat 4700 ± 1500 PHA.
Cele două scări utilizate pentru clasarea obiectelor spațiale, în ordinea periculozității, sunt scara Palermo și scara Torino.

## Cei mai mari PHA descoperiți într-un anumit an (pe baza magnitudinii absoluteH):[5]
| Numele/Anul             | H     |
| ----------------------- | ----- |
| 4179 Toutatis (1989 AC) | 15,3  |
| 4953 1990 MU            | 14,1  |
| 7341 1991 VK            | 16,7  |
| 5604 1992 FE            | 16.4  |
| 39572 1993 DQ1          | 16,4  |
| 136618 1994 CN2         | 16,6  |
| 243566 1995 SA          | 17,3  |
| 8566 1996 EN            | 16,5  |
| 35396 1997 XF11         | 16,9  |
| 16960 1998 QS52         | 14,3  |
| 137427 1999 TF211       | 15,0  |
| 23187 2000 PN9          | 16,1  |
| 111253 2001 XU10        | 14,9  |
| 89830 2002 CE           | 14,7  |
| 242216 2003 RN10        | 15,7  |
| 242450 2004 QY2         | 14,7  |
| 08242 2005 GO21         | 16,4  |
| 374851 2006 VV2         | 16,8  |
| 214869 2007 PA8         | 16,2  |
| 294739 2008 CM          | 17,15 |
| 369264 2009 MS          | 16,0  |
| 381906 2010 CL19        | 17,55 |
| 2011 UL21               | 15,7  |
| 2012 LK9                | 17,8  |
| 2013 UP8                | 16,3  |
| 2014 LJ21               | 16,1  |